# Del Tongo
Del Tongo-MG Boys Maglificio, Del Tongo-Mele Val di Non, Del Tongo-Rex oder Del Tongo-Colnago war ein italienisches Radsportteam, das von 1982 bis 1991 existierte. Es wurde vom italienischen Küchenhersteller Del Tongo gesponsert. Nachfolger des Teams war die Mannschaft Lampre-Colnago.

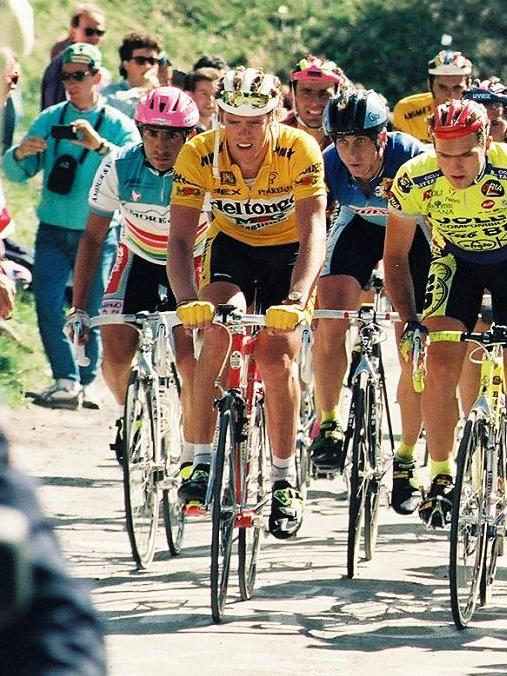
Mario Cipollini beim Giro d’Italia 1991

## Größte Erfolge

### Klassiker
- Mailand–San Remo
  - 1983 (Saronni)
- Lombardei-Rundfahrt
  - 1982 (Saronni)
  - 1986 (Gianbattista Baronchelli)
- Mailand–Turin
  - 1982 (Saronni)
- Paris-Brüssel
  - 1990 (Ballerini)

### Rundfahrten
- Giro d’Italia
  - 1982: 2., 10. & 22. Etappe (Saronni)
  - 1983: , , 4., 13. & 16. (Teil 2) Etappe (Saronni); 13. Etappe (Giancarlo Tartoni)
  - 1984: 14. Etappe (Sergio Santimaria)
  - 1985: 2. Etappe (MZF) (Team), 3. & 16. Etappe (Saronni), 5. Etappe (Emanuele Bombini), 6. Etappe  (Frank Hoste)
  - 1986: 3. Etappe (MZF) (Team), 4. Etappe (Gianbattista Baronchelli), 8. Etappe (Franco Chioccioli)
  - 1988: 6. Etappe (Franco Chioccioli)
  - 1989: 12. Etappe (Mario Cipollini)
  - 1990: 6. & 10. Etappe (Luca Gelfi), 13. & 20. Etappe (Mario Cipollini)
  - 1991: , 15., 17. & 20. Etappe (Franco Chioccioli); 3., 7. & 21. Etappe (Mario Cipollini)
- Vuelta a España
  - 1983: 9. & 10. Etappe (Saronni)
  - 1984: , 2. & 13. Etappe (Calster)
- Tour de Suisse
  - 1982: , 1. Etappe (Saronni); 4. (Teil 1) & 5. Etappe (Calster)
- Katalonien-Rundfahrt
  - 1988: 3. Etappe (Teil 2) (Czeslaw Lang)
- Deutschland-Tour
  - 1982: 1. Etappe (Saronni), 3. Etappe (Claudio Bortolotto)
- Tour de Romandie
  - 1987: Prolog (Lang)
- Tirreno–Adriatico
  - 1982: , 1. & 2. Etappe (Saronni)
  - 1987: Prolog (Lech Piasecki), 3. Etappe (Saronni)

## Bekannte Fahrer
| - Fabio Baldato (1991) - Franco Ballerini (1988, 1990–1991) - Guido Van Calster (1982–1984) - Franco Chioccioli (1988–1991) - Cesare Cipollini (1989) - Mario Cipollini (1989–1991) | - Maurizio Fondriest (1989–1990) - Rolf Gölz (1985–1986) - Rudy Pevenage (1983–1986) - Giuseppe Saronni (1982–1988) - Dietrich Thurau (1983) |